# Hari Kumar Rimal
Hari Kumar Rimal (* 13. Juni 1987) ist ein nepalesischer Leichtathlet, der sich auf den Langstreckenlauf spezialisiert hat und sein Land bei den Olympischen Spielen 2016 in Rio de Janeiro vertrat.

## Sportliche Laufbahn
Erste internationale Erfahrungen sammelte Hari Kumar Rimal im Jahr 2009, als er bei den Asienmeisterschaften in Guangzhou in 4:03,85 min den zwölften Platz im 1500-Meter-Lauf belegte und über 5000 Meter in 14:38,13 min Rang elf erreichte. Im Jahr darauf nahm er erstmals an den Asienspielen ebendort teil und wurde dort in 4:01,44 min Zwölfter. 2011 klassierte er sich bei den Asienmeisterschaften in Kōbe mit 3:53,44 min auf dem elften Platz über 1500 Meter und wurde über 5000 Meter in 15:16,55 min 15. 2012 siegte er beim Kathmandu Kantipure Halbmarathon nach 1:08:35 h. 2014 nahm er erneut an den Asienspielen im südkoreanischen Incheon teil, schied dort über 1500 Meter mit 4:05,15 min im Vorlauf aus. Im 5000-Meter-Lauf erreichte er in 14:57,58 min Rang 14. Bei den Crosslauf-Weltmeisterschaften 2015 in Guiyang wurde er nach 40:53 min 95. und siegte zuvor beim Kantipur Half Marathon nach 1:07:53 h. 2016 gewann er bei den Südasienspielen in Guwahati in 13:32,18 min die Bronzemedaille hinter den Indern Man Singh und Suresh Kumar. Zudem qualifizierte er sich über 5000 Meter für die Teilnahme an den Olympischen Spielen in Rio de Janeiro, bei denen 14:54,42 min aber nicht für den Finaleinzug reichte. Zudem siegte er beim Kathmandu-Halbmarathon nach 1:08:47 h.
Auch 2017 siegte er beim Kantipur Half Marathon nach 1:06:04 h und stellte damit einen neuen Landesrekord auf verbesserte damit die Bestmarke von Khim Giri aus dem Jahr 2002 um mehr als eine Sekunde. und 2018 siegte er beim Annapurna Marathon nach 4:16:48 h. 2019 gewann er bei den Südasienspielen in Kathmandu in 14:57,05 min die Bronzemedaille über 5000 Meter hinter seinem Landsmann Gopi Chandra Parki und Sunil Dawar aus Indien.
2011 wurde Rimal nepalesischer Meister im 5000-Meter-Lauf.

## Persönliche Bestzeiten
- 1500 Meter: 3:50,15 min, 22. November 2010 in Guangzhou
- 5000 Meter: 14:32,18 min, 9. Februar 2016 in Guwahati
- 10.000 Meter: 32:39,72 min, 27. Juni 2014 in Kangar
- Halbmarathon: 1:07:53 h, 19. Februar 2015 in Kathmandu